# 공룡선생 (드라마)
《공룡선생》은 1993년 10월 22일 ~ 1995년 3월 3일까지 매주 금 저녁 7시 05분에 방영되었던 SBS 드라마인데 신세대의 긍정적인 변화와 개선 방향을 사실적으로 이끌기보다는 흥미 위주로 소비적이고 즉흥적인 모습만을 그려냈다는 혹평이 있었다.
한편, 공룡선생(이효정 분)이 남녀공학으로 전근을 가게 된 데다 입시를 치르는 고등학교 3학년생으로 설정된 당시 출연진이 극중에서 졸업을 한 터라 1994년 3월 4일부터 새로운 인물들이 투입되었으며 극중 불어교사 역을 맡았던 조문정이 갑작스런 교통사고 때문에 사망(94년 5월 24일)하면서 중도하차한 뒤 김영옥 (국어교사 역) 김기현 (지리교사 역) SBS 공채 4기 출신 박소현(미술교사 역) 등이 1994년 6월 24일부터 중도합류했다.
이후, MBC 공채 20기 출신 박철 (국어교사 역) SBS 공채 4기 출신 김남주 (음악교사 역) 등이 1994년 9월 9일부터 중도합류했으나 같은 달 30일 방송분에서 고교생이 수차례에 걸쳐 헬멧도 쓰지않은 채 오토바이를 탄 장면 등이 나온 뒤 청소년 시청자들한테 지적받았으며 1995년 3월 3일 막을 내렸다.

## 제작진
- 극본 : 시즌1 - 황혜경, 이규형, 길상효 / 시즌2 - 이희명, 김애옥, 권윤경
- 연출 : 시즌1 - 온형옥 / 시즌2 - 장기홍

## 등장 인물
- 이정재 :
- 김희선 :
- 이민우 :
- 이효정 : 영웅(공룡선생) 역
- 김광필
- 김동수
- 손창준
- 김남주 : 음악교사 역(중도합류)
- 故 조문정(중도하차)
- 정혜영
- 윤영준 : 덕배 역
- 김소연
- 김상원
- 박지윤
- 이제니
- 안연홍
- 김수용
- 김정아
- 이의정
- 조형기
- 박철: 국어교사 역(중도합류)
- 최승종
- 선학
- 천명훈
- 김기현 : 지리교사 역(중도합류)
- 박종관
- 이낙훈
- 김호영
- 진용욱
- 옥승일
- 오아랑
- 김현중
- 김알음
- 정재순
- 민경조
- 유진희
- 최준용
- 공형진
- 김희정
- 이승형
- 최정
- 인병국
- 임수택
- 이진주
- 정욱
- 라재웅
- 이진아
- 원기준
- 김정현
- 김영옥 : 국어교사 역(중도합류)
- 이수영
- 권병길
- 김예령
- 성동일
- 운기호
- 남윤정
- 이하얀
- 김선경
- 장정희

## 회차 목록
제1화 공룡이라 불리운 사나이
제2화 네가 있어 좋았던 가을
제3화 공룡캠프
제4화 혼자 그리고 둘이서
제5화 거칠은 들판에 솔잎되리라
제6화 미운 독수리 새끼
제7화 대통령의 친구들
제8화 내가 가장 아름다울때는
제9화 겨울나그네
제10화 우리들만의 크리스마스
제11화 1993년 12월 31일
제12화 스무살,홀로서기의 시작
제13화 좋은친구들
제14화 바다와 소녀
제15화 험한 세상의 다리가 되어
제16화 아직은 사랑보다 우정
제17화 불합격을 축하드립니다
제18화 마지막 수업
제19화 잃어버린 사간을 찾아서
제20화 철새는 돌아온다
제21화 여와 남
제22화 봄 봄
제23화 나는 선생님이다
제24화 인기방정식
제25화 회색시간
제26화 빨리 해보고 싶어
제27화 탁자와 책상
제28화 지금 여기 어머니 나라
제29화 채워지지 않은 앨범
제30화 선생님 감사합니다
제31화 나는 나니까
제32화 나의 이력서
제33화 시험이 들게 않게 하옵시고
제34화 달팽이의 외출
제35화 첫사랑
제36화 새식구
제37화 친구가 화장실 갔을때
제38화 우리에게 소중한 것은
제39화 자유를 찾아서
제40화 적과의 동침
제41화 예정과는 다른 여행
제42화 나홀로 집에
제43화 편지
제44화 여우와 두루미
제45화 특별한 수업
제46화 내겐 사랑은 너무써
제47화 아름다운 오해
제48화 아프면서 크는 나무
제49화 칵테일사랑
제50화 또 하나의 시작
제51화 알파와 오메가
제52화 사랑과 우정사이
제53화 내가 너러면
제54화 키 작은 하늘
제55화 내일을 향하여
제56화 나는 문제없어
제57화 사랑은 필요한것
제58화 물음표와 느낌표
제59화 너를느낀다
제60화 나에게 조금 더
제61화 메리 크리스마스
제62화 연극이 끝나고 난 후
제63화 우리들의 신화
제64화 난 단지 나일 뿐
제65화 우정의 조건
제66화 소중한 선물
제67화 내 마음속의 여행
제68화 내 꿈을 펼쳐라
제69화 또 하나를 위하여
제70화 또 다시 부르는 노래(최종회)

## 결방
- 1994년 11월 11일 - 6시 10분부터 창사특집 <세계로 가는 퀴즈> 3부 '비엔나 결선' 편성[7]